# Причард, Артур Джон
Артур Джон Причард (англ. Arthur J. Pritchard; 1908 — 1997) — британский органист и композитор.
В 1927—1932 гг. органист кафедрального собора в Глостере, в 1947—1980 гг. — церкви Сент-Джонс-Вуд в Лондоне.
Автор многочисленных органных пьес, хоровых сочинений — как церковных (в том числе Magnificat для четырёхголосного хора с органным сопровождением), так и светских (в частности, на стихи Томаса Гарди).
Среди его учеников, в частности, Денис Дарлоу и Дженнифер Бэйт.